# جسيم ضمن كمون دائري متناظر
من المسائل المهمة في ميكانيكا الكم هي مسألة حركة جسيم في كمون متماثل كرويًا  Particle in a spherically symmetric potential   ؛ أي جهد يعتمد فقط على المسافة بين الجسيم ونقطة المركز المحددة على وجه الخصوص.
فإذا كان الجسيم المعني عبارة عن إلكترون وكان الكمون  potential  مشتقا من قانون كولوم ، فيمكن استخدام هذا النظام  لوصف ذرة تشبه الهيدروجين . تتكون  ذرة الهيروجين من نواة موجبة الشحنة  (بروتون) وإلكترون (سالب الشحنة) يدور حولها. بمراعاة أن البروتون أثقل من الإلكترون  (نحو 1840 مرة) فيمكن القول أن الإلكترون واقع في كمون النواة ويتحرك فيه؛ مثل جسيم في بئر.  
على الرغم من تجاذب  الإلكترون والبروتون بسبب شحنتيهما المختلفة فإن الإلكترون لا يسقط على البروتون ؛ بل يبقى في مدارات حول النواة . 
حاول العلماء في بداية الأمر استخدام الميكانيكا الكلاسيكية في التعامل مع هذا النظام الغريب ، وفشلت كل المحاولات . مشكلة عدم سقوط الإلكترون على النواة الذرية اقتضت  ابتكار ميكانيكا جديدة وهي  ميكانيكا الكم. بواسطة  ميكانيكا الكم نجح العلماء في تفسير سلوك الإلكترون في ذرة الهيدروجين. كان ذلك خلال الأعوام 1920 - 1928 على يد العلماء هايزنبرغ و شرودنغر و نيلز بوهر وغيرهم. 

في الحالة العامة المستقلة عن الزمن، ديناميكية الجسيم في كمون متناظر كروي ، تصفها 

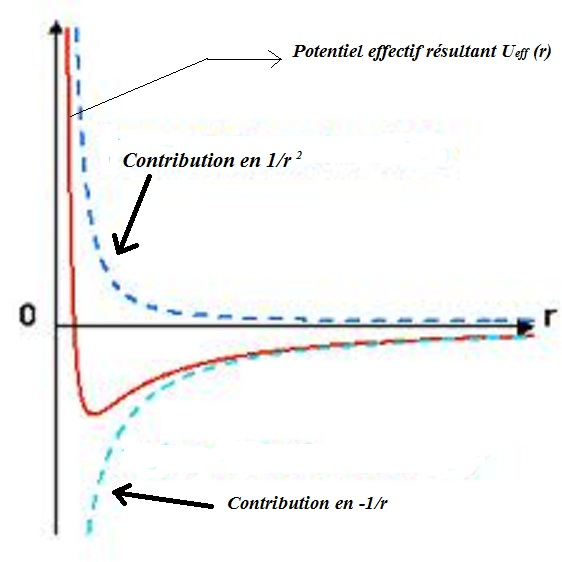
مثال على الكمون الفعال (أحمر) في حالة حقل كولوم جذاب يتحرك فيه الإلكترون. الإلكترون محبوس في الكمون ويتحرك داخله على مسافة قصيرة r من النواة وحركته تقع تحت قوتين "الحركة المركزية الطاردة " و "قوة الكمون الجاذبة".

معادلة هاملتون على الشكل التالي:
{\displaystyle {\hat {H}}={\frac {{\hat {p}}^{2}}{2m_{0}}}+V(r)}
حيث:
{\displaystyle m_{0}} كتلة الجسيم (إلكترون) ،
{\displaystyle {\hat {p}}} هو زخم الإلكترون.
والكمون  {\displaystyle V(r)} يعتمد فقط على   {\displaystyle r}؛ إنه  متجه نصف قطر r  مدار الإكترون حول النواة .

بالاستعانة بمعادلة شرودنغر   طبقا لـ  ميكانيكا الكم في حل مسألة حركة الإلكترون حول النواة الذرية (من دون الانهيار عليها) ، تم تعيين مستويات طاقة الإلكترون المتطابقة في الذرة. تلك المستويات تسمى  (القيم الذاتية eigen values ) لأن الإلكترون يتخذ طاقات كمومية محددة. 
من خلال حل معادلة شرودنغر مع هاملتوني بسبب التناظر الكروي للنظام. ومن الطبيعي تم استخدام الإحداثيات الكروية {\displaystyle r} و {\displaystyle \theta } و {\displaystyle \phi } في حل تلك المسألة .
أمكن  فصل معادلة شرودنغر المستقلة عن الزمن في النظام، مما يسمح بمعالجة المشاكل الزاوية بسهولة، وتتبع حل معادلة تفاضلية عادية تعتمد فقط على المكان  {\displaystyle r} للإلكترون في تحديد مستويات طاقته حول النواة الذرية الموصوف بالكمون  {\displaystyle V(r)} الذي لا يعتمد على الزمن.
في الشكل يمثل المحور الرأسي طاقة الإلكترون ، مستويات طاقة الإلكترون في الذرة تكون سالبة (أقل من الصفر) ، فإذا زادت طاقة الإلكترون بحيث تعلو عن الصفر يصبح الإلكترون حرا طليقا وينفصل عن  الذرة. رمز طاقة الألكترون هي p (زخم الإلكترون)  أو E .

## هيكل الحالات الذاتية
إن eigenstate للنظام لها الشكل:
{\displaystyle \psi (r,\theta ,\phi )=R(r)\Theta (\theta )\Phi (\phi )\,\;}
والتي تمثل فيها الزاويتان الكرويتان θ وφ  كولاتيتيود /colatitude
الزاوية القطبية والسمتية،على التوالي. وغالبًا ما يتم تجميع العاملين الأخيرين ل ψ
معًا على شكل توافقيات كروية بحيث تأخذ الدوال الذاتية هذا الشكل:
{\displaystyle \psi (r,\theta ,\phi )=R(r)Y_{lm}(\theta ,\phi ).\,}
المعادلة التفاضلية التي تصف الدالة {\displaystyle R(r)} تسمى المعادلة الشعاعية.

## اشتقاق المعادلة الشعاعية
مؤثر الطاقة الحركية في الإحداثيات القطبية الكروية هو:
{\displaystyle {\frac {{\hat {p}}^{2}}{2m_{0}}}=-{\frac {\hbar ^{2}}{2m_{0}}}\nabla ^{2}=-{\frac {\hbar ^{2}}{2m_{0}\,r^{2}}}\left[{\frac {\partial }{\partial r}}{\Big (}r^{2}{\frac {\partial }{\partial r}}{\Big )}-{\hat {l}}^{2}\right].}
{\displaystyle {\hat {l}}^{2}Y_{lm}(\theta ,\phi )\equiv \left\{-{\frac {1}{\sin ^{2}\theta }}\left[\sin \theta {\frac {\partial }{\partial \theta }}{\Big (}\sin \theta {\frac {\partial }{\partial \theta }}{\Big )}+{\frac {\partial ^{2}}{\partial \phi ^{2}}}\right]\right\}Y_{lm}(\theta ,\phi )=l(l+1)Y_{lm}(\theta ,\phi ).}
بالتعويض بهذا في معادلة شرودنغر نحصل على معادلة ذات قيمة ذاتية أحادية البعد.
{\displaystyle {\frac {1}{r^{2}}}{d \over dr}\left(r^{2}{dR \over dr}\right)-{l(l+1) \over r^{2}}R+{\frac {2m_{0}}{\hbar ^{2}}}[E-V(r)]R=0.}
ويمكن اختزال هذه المعادلة وتحويلها إلى معادلة شرودنجر المكافئة في بعد واحد بالتعويض: {\displaystyle \ u(r)} , {\displaystyle R(r)=\ u(r)/r}
{\displaystyle {d^{2}\ u \over dr^{2}}+{\frac {2m_{0}}{\hbar ^{2}}}[E-V_{\mathrm {eff} }(r)]\ u=0}
وهي بالضبط معادلة شرودنجر أحادية البعد بجهد فعال يعطى بالمعادلة
{\displaystyle V_{\mathrm {eff} }(r)=V(r)+{\hbar ^{2}l(l+1) \over 2m_{0}r^{2}},}
يمتد الاحداثي الشعاعي r من 0 إلى {\displaystyle \infty }.ويسمى تصحيح الجهد V ( r ) بحد (حاجز الطرد المركزي).
لو {\displaystyle \lim _{r\rightarrow 0}r^{2}V(r)=0}، ثم بالقرب من الأصل، {\displaystyle R\sim r^{l}}.

## حلول لجهود مهمة
تنشأ خمس حالات خاصة ذات أهمية خاصة:
1. V ( r ) = 0، أو الحل لحالة انعدام الجهد على أساس التوافقيات الكروية التي تعمل كأساس لحالات أخرى.
2. {\displaystyle V(r)=V_{0}} (جهد محدود) لـ {\displaystyle r<r_{0}} ، وجهد صفري في أي مكان آخر.
3. V ( r ) = 0، لـ {\displaystyle r<r_{0}} ، وجهد لا نهائي فيما عداه، وهي المكافئ الكروي للبئر المربع، وهي مفيدة لوصف الحالات المقيدة في النواة أو للنقاط الكمومية.
4. V ( r) ~ r 2 للمذبذب التوافقي ثلاثي الأبعاد.
5. V ( r) ~ 1 / r لوصف حالات مقيدة لذرات شبيهة بالهيدروجين.

نحدد الحلول في هذه الحالات والتي ينبغي مقارنتها بنظيراتها في الإحداثيات الديكارتية.
راجع: الجسيمات في صندوق. حيث أن هذه المقالة بشكل كبير على
دوال بيسيل ومتعددة حدود لاجير.

### حالة فراغ
أنظروا إلى هذه :
(if
{\displaystyle V_{0}}
{\displaystyle V_{0}}V ( r ) = 0 (if)
استبدل في كل مكان E بـ ({\displaystyle E-V_{0}} ).
يكون إدخال المتغير بلا أبعاد
{\displaystyle \rho \ {\stackrel {\mathrm {def} }{=}}\ kr,\qquad k\ {\stackrel {\mathrm {def} }{=}}\ {\sqrt {2m_{0}E \over \hbar ^{2}}}}
ويمكن أن تصبح معادلة (باسييل/ Bessel) معادلة يتم تحديدها ل J
```

  

    

      

        
J

        
(

        
ρ

        
)

        
 

        

          

            

              

                
=

              

              

                

                  
d

                  
e

                  
f

                

              

            

          

        

        
 

        

          

            
ρ

          

        

        
R

        
(

        
r

        
)

      

    

    
{\displaystyle J(\rho )\ {\stackrel {\mathrm {def} }{=}}\ {\sqrt {\rho }}R(r)}

  

```

ومن هنا كان الاختيار الترميذي لـ J
{\displaystyle \rho ^{2}{d^{2}J \over d\rho ^{2}}+\rho {dJ \over d\rho }+\left[\rho ^{2}-\left(l+{\frac {1}{2}}\right)^{2}\right]J=0}
ماهي الحلول المنتظمة للطاقات الإيجابية التي يتم توفيرها من خلال ما يسمى بدوال بيسل من النوع الأو{\displaystyle R(r)=j_{l}(kr)\ {\stackrel {\mathrm {def} }{=}}\ {\sqrt {\pi /(2kr)}}J_{l+1/2}(kr)}ل ' {\displaystyle J_{l+1/2}(\rho )} بحيث تكون الحلول المكتوبة لـ R هي ما يسمى بوظيفة Bessel الكروية.
حلول معادلة شرودنغر في الإحداثيات القطبية لجسيم كتلتة {\displaystyle m_{0}} في الفراغ يتم تمييزها بثلاثة أعداد كمية: مؤشرات منفصلة l و m، و k تتباين باستمرار في {\displaystyle [0,\infty )} :
{\displaystyle \psi (\mathbf {r} )=j_{l}(kr)Y_{lm}(\theta ,\phi )}
أين {\displaystyle k\ {\stackrel {\mathrm {def} }{=}}\ {\sqrt {2m_{0}E}}/\hbar } و {\displaystyle j_{l}} هي وظائف Bessel الكروية و {\displaystyle Y_{lm}} هي التوافقيات الكروية.
تمثل هذه الحلول حالات الزخم الزاوي المحدد، بدلاً من الزخم المحدد (الخطي)، والذي توفره الموجات المستوية {\displaystyle \exp(i\mathbf {k} \cdot \mathbf {r} )}.

### كرة ذات إمكانات «مربعة» محدودة
دعونا ننظر الآن في الإمكانات {\displaystyle V(r)=V_{0}} ل {\displaystyle r<r_{0}} و {\displaystyle V(r)=0} في مكان آخر. أي داخل كرة نصف قطرها {\displaystyle r_{0}} الجهد يساوي V 0 وهو صفر خارج الكرة. يُطلق على الإمكانية مع مثل هذا الانقطاع المحدود اسم الإمكانات المربعة. 
نعتبر أولاً الحالات المقيدة، أي الحالات التي تعرض الجسيم في الغالب داخل الصندوق (الحالات المحصورة). هؤلاء لديهم طاقة E أقل من الإمكانات خارج الكرة، أي لديهم طاقة سالبة، وسنرى أن هناك عددًا منفصلاً من هذه الحالات، والتي سنقارنها بالطاقة الإيجابية ذات الطيف المستمر، والتي تصف التشتت على مجال (من الدول غير المنضمة). وتجدر الإشارة أيضًا إلى أنه على عكس إمكانات كولوم، التي تتميز بعدد لا حصر له من حالات الربط المنفصلة، فإن البئر المربع الكروي ليس له سوى عدد محدود (إن وجد) بسبب نطاقه المحدود (إذا كان له عمق محدود).
يتبع القرار بشكل أساسي الفراغ مع تطبيع دالة الموجة الكلية المضافة، وحل معادلتين من شرودنغر — داخل وخارج الكرة — من النوع السابق، أي مع جهد ثابت. أيضا القيود التالية تنطبق:
1. يجب أن تكون الدالة الموجية منتظمة في الأصل.
2. يجب أن تكون دالة الموجة ومشتقاتها مستمرة عند الانقطاع المحتمل.
3. يجب أن تتقارب الدالة الموجية عند اللانهاية.

يأتي القيد الأول من حقيقة أن وظائف Neumann N وHankel H متفردة في الأصل. الحجة الفيزيائية القائلة بأن ψ يجب تعريفها في كل مكان يتم تحديد وظيفة Bessel من النوع الأول J على الاحتمالات الأخرى في حالة الفراغ. للسبب نفسه، سيكون الحل من هذا النوع داخل الكرة:
{\displaystyle R(r)=Aj_{l}\left({\sqrt {2m_{0}(E-V_{0}) \over \hbar ^{2}}}r\right),\qquad r<r_{0}}
مع A ثابت يتم تحديده لاحقا. لاحظ أنه بالنسبة للدول المقيدة، {\displaystyle V_{0}<E<0}.
تجلب الحالات المقيدة الحداثة مقارنة بحالة الفراغ التي أصبحت E سالبة (في الفراغ كان من المفترض أن تكون إيجابية). هذا، جنبًا إلى جنب مع القيد الثالث، يحدد وظيفة Hankel من النوع الأول باعتبارها الحل الوحيد المتقارب عند اللانهاية (التفرد في أصل هذه الوظائف لا يهم لأننا الآن خارج المجال):
{\displaystyle R(r)=Bh_{l}^{(1)}\left(i{\sqrt {-2m_{0}E \over \hbar ^{2}}}r\right),\qquad r>r_{0}}
القيد الثاني على استمرارية ψ في {\displaystyle r=r_{0}} جنبا إلى جنب مع التطبيع يسمح بتحديد الثوابت A و B. تتطلب استمرارية المشتق (أو المشتق اللوغاريتمي للراحة) تكميم الطاقة.

### كرة ذات إمكانات «مربعة» لانهائية
في حالة حيث يكون البئر المحتمل عميقًا بشكل غير محدود، حتى نتمكن من تحمله {\displaystyle V_{0}=0} داخل الكرة و {\displaystyle \infty } في الخارج، تصبح المشكلة هي مطابقة الدالة الموجية داخل الكرة ( وظائف Bessel الكروية ) مع دالة موجية متطابقة صفرية خارج الكرة. الطاقات المسموح بها هي تلك التي تختفي فيها الدالة الموجية الشعاعية عند الحدود. وبالتالي، فإننا نستخدم أصفار دوال بيسيل الكروية لإيجاد طيف الطاقة ودوال الموجة. الاتصال {\displaystyle u_{l,k}} الصفر ال k من {\displaystyle j_{l}}، نملك:
{\displaystyle E_{kl}={u_{l,k}^{2}\hbar ^{2} \over 2m_{0}r_{0}^{2}}}
لذلك يتم اختزال واحد إلى حسابات هذه الأصفار {\displaystyle u_{l,k}}، عادةً باستخدام جدول أو آلة حاسبة، لأن هذه الأصفار غير قابلة للحل للحالة العامة.
في الحالة الخاصة {\displaystyle l=0} (المدارات الكروية المتماثلة)، وظيفة بيسيل الكروية هي {\displaystyle j_{0}(x)={\frac {\sin x}{x}}}، والتي يمكن بسهولة إعطاؤها الأصفار {\displaystyle u_{0,k}=k\pi }. وبالتالي، فإن قيم الطاقة الذاتية الخاصة بهم هي:
{\displaystyle E_{k0}={(k\pi )^{2}\hbar ^{2} \over 2m_{0}r_{0}^{2}}={k^{2}h^{2} \over 8m_{0}r_{0}^{2}}}

### مذبذب توافقي ثلاثي الأبعاد
إمكانات المذبذب التوافقي ثلاثي الأبعاد الخواص هي
{\displaystyle V(r)={\frac {1}{2}}m_{0}\omega ^{2}r^{2}.}
في هذه المقالة، يتضح أن المذبذب التوافقي المتناحي الأبعاد N له الطاقات
{\displaystyle E_{n}=\hbar \omega {\Bigl (}n+{\frac {N}{2}}{\Bigr )}\quad {\text{with}}\quad n=0,1,\ldots ,\infty ,}
على سبيل المثال، n هو عدد صحيح غير سالب ؛ ω هو (نفس) التردد الأساسي للأنماط N للمذبذب. في هذه الحالة N = 3، بحيث تصبح معادلة شرودنغر الشعاعية،
{\displaystyle \left[-{\hbar ^{2} \over 2m_{0}}{d^{2} \over dr^{2}}+{\hbar ^{2}l(l+1) \over 2m_{0}r^{2}}+{\frac {1}{2}}m_{0}\omega ^{2}r^{2}-\hbar \omega {\bigl (}n+{\tfrac {3}{2}}{\bigr )}\right]u(r)=0.}
{\displaystyle \gamma \equiv {\frac {m_{0}\omega }{\hbar }}}
واستذكر ذلك {\displaystyle u(r)=rR(r)\,}، سوف نظهر أن معادلة شرودنجر الشعاعية لها الحل الطبيعي،
{\displaystyle R_{n,l}(r)=N_{nl}\,r^{l}\,e^{-{\frac {1}{2}}\gamma r^{2}}\;L_{{\frac {1}{2}}(n-l)}^{(l+{\frac {1}{2}})}(\gamma r^{2}),}
حيث الوظيفة {\displaystyle L_{k}^{(\alpha )}(\gamma r^{2})} هي كثيرة حدود لاجير معممة في γr 2 من الترتيب k (أي أن أعلى قوة لكثير الحدود تتناسب مع γ k r 2 k ).
ثابت التطبيع N nl هو،
{\displaystyle N_{nl}=\left[{\frac {2^{n+l+2}\,\gamma ^{l+{\frac {3}{2}}}}{\pi ^{\frac {1}{2}}}}\right]^{\frac {1}{2}}\left[{\frac {[{\frac {1}{2}}(n-l)]!\;[{\frac {1}{2}}(n+l)]!}{(n+l+1)!}}\right]^{\frac {1}{2}}.}
دالة eigenfunction R n، l (r) تنتمي إلى الطاقة E n ويجب ضربها بواسطة التوافقي الكروي {\displaystyle Y_{lm}(\theta ,\phi )\,}، أين
{\displaystyle l=n,n-2,\ldots ,l_{\min }\quad {\hbox{with}}\quad l_{\min }={\begin{cases}1&\mathrm {if} \;n\;\mathrm {odd} \\0&\mathrm {if} \;n\;\mathrm {even} \end{cases}}}
هذه هي نفس النتيجة الواردة في مقالة Harmonic Oscillator، مع اختلاف تدويني ثانوي قدره {\displaystyle \gamma =2\nu \,}.

#### الاشتقاق
أولاً نقوم بتحويل المعادلة الشعاعية من خلال عدد قليل من الاستبدالات المتتالية إلى معادلة لاجير التفاضلية المعممة، والتي لها حلول معروفة: دوال لاجير المعممة. ثم نقوم بتطبيع دوال لاجير المعممة للوحدة. يتم هذا التطبيع مع عنصر الحجم المعتاد r2 dr.
أولاً نقوم بقياس الإحداثي الشعاعي
{\displaystyle y={\sqrt {\gamma }}r\quad {\hbox{with}}\quad \gamma \equiv {\frac {m_{0}\omega }{\hbar }},}
ثم تصبح المعادلة
{\displaystyle \left[{d^{2} \over dy^{2}}-{l(l+1) \over y^{2}}-y^{2}+2n+3\right]v(y)=0}
مع {\displaystyle v(y)=u\left(y/{\sqrt {\gamma }}\right)}.
يقترح النظر في السلوك المحدود لـ v ( y ) في الأصل وعند اللانهاية الاستبدال التالي لـ v ( y )،
{\displaystyle v(y)=y^{l+1}e^{-y^{2}/2}f(y).}
هذا الاستبدال يحول المعادلة التفاضلية إلى
{\displaystyle \left[{d^{2} \over dy^{2}}+2\left({\frac {l+1}{y}}-y\right){\frac {d}{dy}}+2n-2l\right]f(y)=0,}
حيث قسمنا من خلاله {\displaystyle y^{l+1}e^{-y^{2}/2}}، وهو ما يمكن إجراؤه طالما أن y ليست صفرًا.

##### التحول إلى كثيرات حدود لاجير
إذا كان الاستبدال {\displaystyle x=y^{2}\,} يستخدم، {\displaystyle y={\sqrt {x}}}، وتصبح العوامل التفاضلية
{\displaystyle {\frac {d}{dy}}={\frac {dx}{dy}}{\frac {d}{dx}}=2y{\frac {d}{dx}}=2{\sqrt {x}}{\frac {d}{dx}},{\text{ and }}}
{\displaystyle {\frac {d^{2}}{dy^{2}}}={\frac {d}{dy}}\left(2y{\frac {d}{dx}}\right)=4x{\frac {d^{2}}{dx^{2}}}+2{\frac {d}{dx}}.}
يصبح التعبير بين الأقواس المربعة بضرب f ( y ) هو المعادلة التفاضلية التي تميز معادلة Laguerre المعممة (انظر أيضًا معادلة Kummer ):
{\displaystyle x{\frac {d^{2}g}{dx^{2}}}+{\Big (}(l+{\frac {1}{2}})+1-x{\Big )}{\frac {dg}{dx}}+{\frac {1}{2}}(n-l)g(x)=0}
مع {\displaystyle g(x)\equiv f({\sqrt {x}})\,\;}.
متاح {\displaystyle k\equiv (n-l)/2\,} هو رقم متكامل غير سالب، حلول هذه المعادلات معممة (مرتبطة) متعدد حدود لاجير
{\displaystyle g(x)=L_{k}^{(l+{\frac {1}{2}})}(x).}
من الشروط على k يلي: (i) {\displaystyle n\geq l\,} و (ii) n و l كلاهما فردي أو زوجي. هذا يؤدي إلى حالة على ل الواردة أعلاه.

##### استعادة الدالة الموجية الشعاعية الطبيعية
تذكر ذلك {\displaystyle u(r)=rR(r)\,}، نحصل على الحل الشعاعي الطبيعي
{\displaystyle R_{n,l}(r)=N_{nl}\,r^{l}\,e^{-{\frac {1}{2}}\gamma r^{2}}\;L_{{\frac {1}{2}}(n-l)}^{(l+{\frac {1}{2}})}(\gamma r^{2}).}
حالة التطبيع لوظيفة الموجة الشعاعية هي
{\displaystyle \int _{0}^{\infty }r^{2}|R(r)|^{2}\,dr=1.}
أستعاض {\displaystyle q=\gamma r^{2}\,\;} يعطي {\displaystyle dq=2\gamma r\,dr\,\;} وتصبح المعادلة
{\displaystyle {\frac {N_{nl}^{2}}{2\gamma ^{l+{3 \over 2}}}}\int _{0}^{\infty }q^{l+{1 \over 2}}e^{-q}\left[L_{{\frac {1}{2}}(n-l)}^{(l+{\frac {1}{2}})}(q)\right]^{2}\,dq=1.}
من خلال الاستفادة من خصائص التعامد في كثيرات حدود لاجير المعممة، يتم تبسيط هذه المعادلة إلى
{\displaystyle {\frac {N_{nl}^{2}}{2\gamma ^{l+{3 \over 2}}}}\cdot {\frac {\Gamma [{\frac {1}{2}}(n+l+1)+1]}{[{\frac {1}{2}}(n-l)]!}}=1.}
ومن ثم، يمكن التعبير عن ثابت التطبيع كـ
{\displaystyle N_{nl}={\sqrt {\frac {2\,\gamma ^{l+{3 \over 2}}\,({\frac {n-l}{2}})!}{\Gamma ({\frac {n+l}{2}}+{\frac {3}{2}})}}}}
يمكن اشتقاق الأشكال الأخرى من ثابت التسوية باستخدام خصائص دالة جاما، مع ملاحظة أن كلا من n و l لهما نفس التكافؤ. هذا يعني أن n + l دائمًا زوجي، بحيث تصبح وظيفة جاما
{\displaystyle \Gamma \left[{1 \over 2}+\left({\frac {n+l}{2}}+1\right)\right]={\frac {{\sqrt {\pi }}(n+l+1)!!}{2^{{\frac {n+l}{2}}+1}}}={\frac {{\sqrt {\pi }}(n+l+1)!}{2^{n+l+1}[{\frac {1}{2}}(n+l)]!}},}
حيث استخدمنا تعريف العامل المزدوج. ومن ثم، يتم إعطاء ثابت التطبيع أيضًا بواسطة
{\displaystyle N_{nl}=\left[{\frac {2^{n+l+2}\,\gamma ^{l+{3 \over 2}}\,[{1 \over 2}(n-l)]!\;[{1 \over 2}(n+l)]!}{\;\pi ^{1 \over 2}(n+l+1)!}}\right]^{1 \over 2}={\sqrt {2}}\left({\frac {\gamma }{\pi }}\right)^{1 \over 4}\,({2\gamma })^{\ell  \over 2}\,{\sqrt {\frac {2\gamma (n-l)!!}{(n+l+1)!!}}}.}

### ذرات تشبه الهيدروجين
ذرة الهيدروجين (الشبيهة بالهيدروجين) هي نظام ثنائي الجسيم يتكون من نواة وإلكترون. يتفاعل الجسيمان من خلال الإمكانات التي يوفرها قانون كولوم :
{\displaystyle V(r)=-{\frac {1}{4\pi \varepsilon _{0}}}{\frac {Ze^{2}}{r}}}
أين
- ε 0 هي سماحية الفراغ،
- Z هو الرقم الذري ( eZ هو شحنة النواة)،
- e هو الشحنة الأولية (شحنة الإلكترون)،
- rهي المسافة بين الإلكترون والنواة.

الكتلة m 0، التي تم تقديمها أعلاه، هي الكتلة المخفضة للنظام. نظرًا لأن كتلة الإلكترون أصغر بنحو 1836 مرة من كتلة أخف نواة (البروتون)، فإن قيمة m 0 قريبة جدًا من كتلة الإلكترون م · e لجميع الذرات الهيدروجينية. في باقي المقال نجعل التقريب م 0 = م هـ. نظرًا لأن m e سيظهر صراحةً في الصيغ، فسيكون من السهل تصحيح هذا التقريب إذا لزم الأمر.
من أجل تبسيط معادلة شرودنغر، نقدم الثوابت التالية التي تحدد الوحدة الذرية للطاقة والطول، على التوالي،
{\displaystyle E_{\textrm {h}}=m_{\textrm {e}}\left({\frac {e^{2}}{4\pi \varepsilon _{0}\hbar }}\right)^{2}\quad {\hbox{and}}\quad a_{0}={{4\pi \varepsilon _{0}\hbar ^{2}} \over {m_{\textrm {e}}e^{2}}}.}
استبدل {\displaystyle y=Zr/a_{0}\,} و {\displaystyle W=E/(Z^{2}E_{\textrm {h}})\,} في معادلة شرودنغر الشعاعية المذكورة أعلاه. هذا يعطي معادلة يتم فيها إخفاء جميع الثوابت الطبيعية،
{\displaystyle \left[-{\frac {1}{2}}{\frac {d^{2}}{dy^{2}}}+{\frac {1}{2}}{\frac {l(l+1)}{y^{2}}}-{\frac {1}{y}}\right]u_{l}=Wu_{l}.}
توجد فئتان من حلول هذه المعادلة: (1) W سالبة، والوظائف الذاتية المقابلة قابلة للتكامل مع مربع وقيم W محددة (طيف منفصل). (2) W غير سالب. كل قيمة غير سالبة حقيقية لـ W مسموح بها فعليًا (طيف مستمر)، وظائف eigen المقابلة غير قابلة للتكامل مربع. في الجزء المتبقي من هذه المقالة سيتم النظر في حلول الفئة (1) فقط. تُعرف الدوال الموجية بالحالات المرتبطة، على عكس حلول الفئة (2) التي تُعرف باسم حالات التشتت.
الكمية السالبة W {\displaystyle \alpha \equiv 2{\sqrt {-2W}}} هو حقيقي وإيجابي. تحجيم y، أي استبدال {\displaystyle x\equiv \alpha y} يعطي معادلة شرودنغر:
{\displaystyle \left[{\frac {d^{2}}{dx^{2}}}-{\frac {l(l+1)}{x^{2}}}+{\frac {2}{\alpha x}}-{\frac {1}{4}}\right]u_{l}=0,\quad {\text{with }}x\geq 0.}
ل {\displaystyle x\rightarrow \infty } القوى العكسية لـ x لا تكاد تذكر والحل لـ x الكبير هو {\displaystyle \exp[-x/2]}. الحل الآخر، {\displaystyle \exp[x/2]}، غير مقبول جسديًا. ل {\displaystyle x\rightarrow 0} تهيمن القوة التربيعية العكسية وحل x الصغير هو x l +1. الحل الآخر، x - l، غير مقبول ماديًا. ومن ثم، للحصول على حل كامل المدى نقوم باستبدال
{\displaystyle u_{l}(x)=x^{l+1}e^{-x/2}f_{l}(x).\,}
تصبح معادلة f l ( x )،
{\displaystyle \left[x{\frac {d^{2}}{dx^{2}}}+(2l+2-x){\frac {d}{dx}}+(n-l-1)\right]f_{l}(x)=0\quad {\hbox{with}}\quad n=(-2W)^{-{\frac {1}{2}}}={\frac {2}{\alpha }}.}
{\displaystyle L_{k}^{(2l+1)}(x),\qquad k=0,1,\ldots ,}
والتي هي معممة كثيرات حدود لاجير من أجل ك. سوف نأخذ اتفاقية لاجير متعددة الحدود المعممة لأبراموفيتز وستيجون. لاحظ أن كثيرات حدود لاجير الواردة في العديد من كتب ميكانيكا الكم، على سبيل المثال كتاب المسيح،  هي تلك الخاصة بأبراموفيتز وستيجون مضروبة في عامل ( 2l + 1 + k )! يتطابق التعريف الوارد في مقالة ويكيبيديا هذه مع تعريف Abramowitz و Stegun.
تصبح الطاقة
{\displaystyle W=-{\frac {1}{2n^{2}}}\quad {\hbox{with}}\quad n\equiv k+l+1.}
يرضي العدد الكمي الرئيسي n {\displaystyle n\geq l+1}، أو {\displaystyle l\leq n-1}. حيث {\displaystyle \alpha =2/n}، إجمالي دالة الموجة الشعاعية
{\displaystyle R_{nl}(r)={\frac {u(r)}{r}}=N_{nl}\left({\frac {2Zr}{na_{0}}}\right)^{l}\;e^{-{\textstyle {\frac {Zr}{na_{0}}}}}\;L_{n-l-1}^{(2l+1)}\left({\frac {2Zr}{na_{0}}}\right),}
{\displaystyle N_{nl}=\left[\left({\frac {2Z}{na_{0}}}\right)^{3}\cdot {\frac {(n-l-1)!}{2n[(n+l)!]^{3}}}\right]^{1 \over 2}}
التي تنتمي إلى الطاقة
{\displaystyle E=-{\frac {Z^{2}}{2n^{2}}}E_{\textrm {h}},\qquad n=1,2,\ldots .}
في حساب التطبيع تم استخدام ثابت من التكامل
{\displaystyle \int _{0}^{\infty }x^{2l+2}e^{-x}\left[L_{n-l-1}^{(2l+1)}(x)\right]^{2}dx={\frac {2n(n+l)!}{(n-l-1)!}}.}

## اقرأ أيضا
- معادلة شرودنغر